# Richard Hackman
J. Richard Hackman (* 14. Juni 1940 in Joliet, Illinois; † 8. Januar 2013 in Boston) war ein US-amerikanischer Psychologe und Autor zahlreicher Bücher zu Gruppenprozessen. Zuletzt war er  Professor für Sozial- und Organisationspsychologie an der Harvard University.

## Leben und Arbeit
Richard war der Sohn von Helen und John Hackman. Seine Mutter war eine begnadete Lehrerin; er sollte ihrem Talent folgen. Er hatte eine ungetrübte Kindheit. Seine Liebe zum Fliegenfischen und den Bighorn Mountains hielt sein Leben lang an. 1962 heiratete er Judith Dozier und hatte mit ihr zwei Töchter. Er erhielt seinen Bachelor-Abschluss in Mathematik am MacMurray College in Jacksonville. Danach spezialisierte er sich an der Universität Illinois in Sozialpsychologie und habilitierte dort 1966. Er lehrte zwanzig Jahre lang an der Yale University und wechselte dann zu seiner letzten Position nach Harvard. Er verstarb 72-jährig an Lungenkrebs.
Hackman lehrte und forschte in unterschiedlichen Feldern der Sozial- und Organisationspsychologie einschließlich des Teambuilding. Seine Arbeit in den Bereichen Arbeitsdesign und Team-Effektivität gilt als grundlegend. Er legte dabei großen Wert auf Effektivität von Führungskräften und der Gestaltung eigenverantwortlicher Teams und Organisationen. Er war Mitglied des US Intelligence Science Board und des Kuratoriums des Orpheus Chamber Orchestra.
Mit viel Empathie setzte er seine Erkenntnisse zu Motivation in den eigenen Seminaren um. Er führte Gruppenübungen durch für zivile und militärische Cockpit-Besatzungen, Krankenhaus- und Küchenmitarbeiter, Sportmannschaften und Mitglieder von Musikorchestern. Er betreute auch Gruppen von Industriearbeitern und Darstellende Künstler. Wie in seinem 2002 erschienenen Buch Leading Teams: Setting the Stage for Great Performances beschrieben, verschob er darin die Rolle des Chefs von „Ich mache das alles“ zu einem Teamplayer. Einzelne Teammitglieder kämpften nach solchen Seminaren nicht mehr um ihr Überleben in der Gruppe, sondern fühlten sich in einer Gruppe, die sich gegenseitig hilft, als Teil eines erfolgreichen Teams.
1975 entwickelte er gemeinsam mit Greg R. Oldham das später Job characteristics theory bezeichnete job characteristics model, auf dem u. a. das Job-Diagnostic-Survey genannte Instrument zur Ermittlung des Motivationspotenzials beruht.
Sein Buch Leading Teams wurde 2004 von der Academy of Management für das herausragendste Managementbuch des Jahres mit dem Terry Award ausgezeichnet.

## Werke (Auswahl)
- Leading teams: setting the stage for great performances, Harvard Business Review Press 2002, ISBN 978-1-63369-121-6
- Groups that work (and those that don't): creating conditions for effective teamwork, Jossey-Bass 1990, ISBN 978-1-55542-187-8
- Psychology and work: productivity, change, and employment, American Psychological Association 1986, ISBN 978-0-912704-48-7
- Managing organizational behavior, Little, Brown 1979
- A New strategy for job enrichment, Technical Report No. 3 Yale University, 1974